# Château de Borgholm
Le château de Borgholm est un château en ruine situé à l'extérieur de Borgholm sur l'île d'Öland en Suède. Il fut probablement construit au XIIe siècle pour protéger le détroit de Kalmar, et l'île d'Öland. Il fut le théâtre de plusieurs batailles, en particulier entre la Suède et le Danemark, et finit par être fortement démoli autour de 1520. Il fut alors reconstruit dans un style Renaissance, mais fut démoli à nouveau durant la guerre de Kalmar. Après un certain temps, sa reconstruction fut de nouveau ordonnée, dans un style baroque, mais cette construction fut interrompue par manque d'argent, et un incendie en vint de nouveau à bout en 1806, ne laissant que les murs. Le château est maintenant classé byggnadsminne (sorte de monument historique), et est l'une des principales attractions de l'île d'Öland.

## Localisation

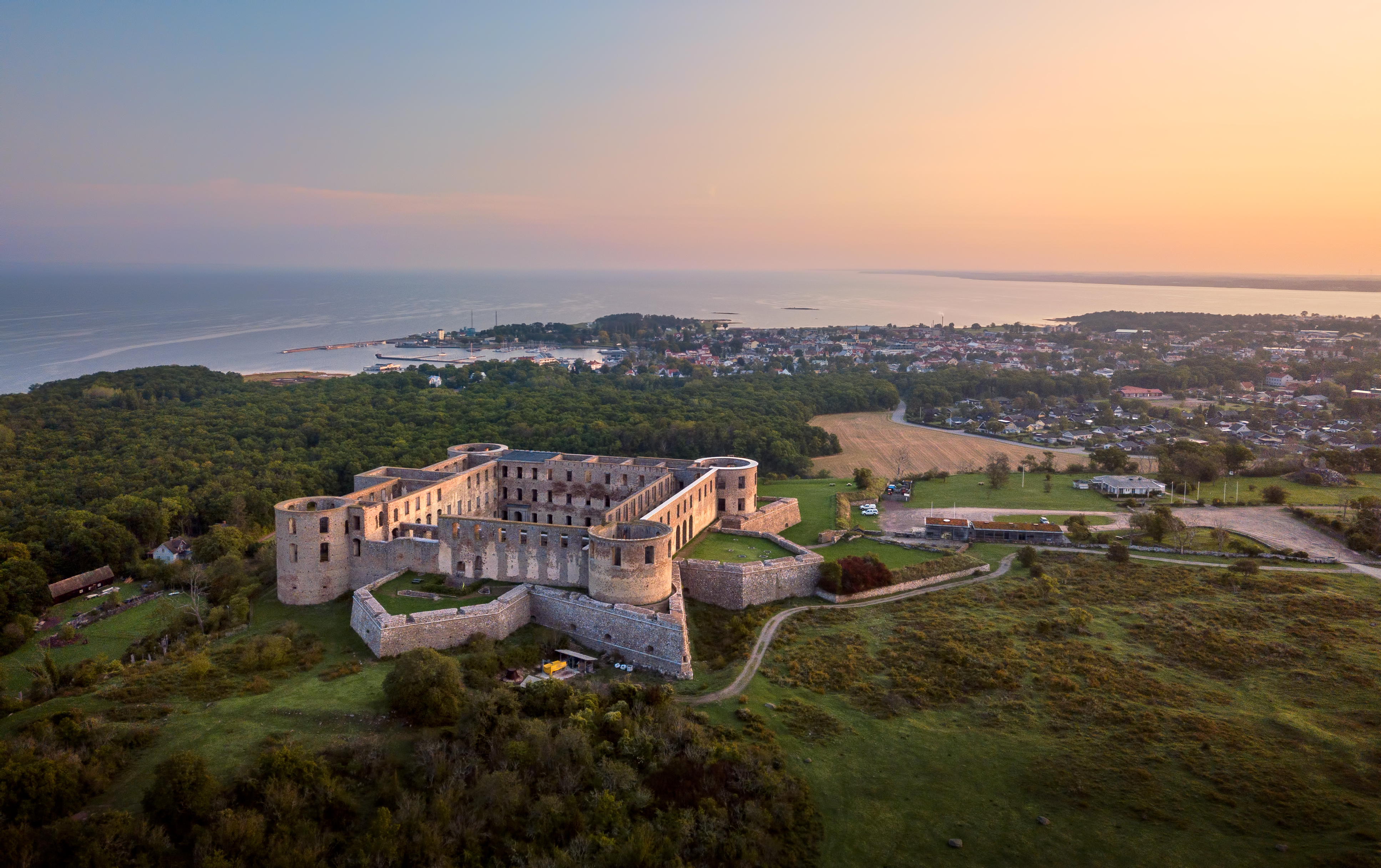
Le chateau de Borgholm dans son paysage. Septembre 2020.

Le château de Borgholm est situé juste à l'extérieur de Borgholm, dans la commune de Borgholm, dans la moitié nord de l'île d'Öland. Il domine la falaise Landborg, atteignant environ 25 m au-dessus des terres environnantes. Cette falaise dessine une courbe précisément au niveau du site du château, créant ainsi une défense naturelle contre les ennemis provenant de l'ouest et du nord. Ceci permettait au château de surveiller le détroit de Kalmar, séparant l'île des côtes suédoises du Småland. Du côté est et sud, se trouve un alvar, sorte de lande calcaire.

## Histoire

### Première forteresse

#### Construction

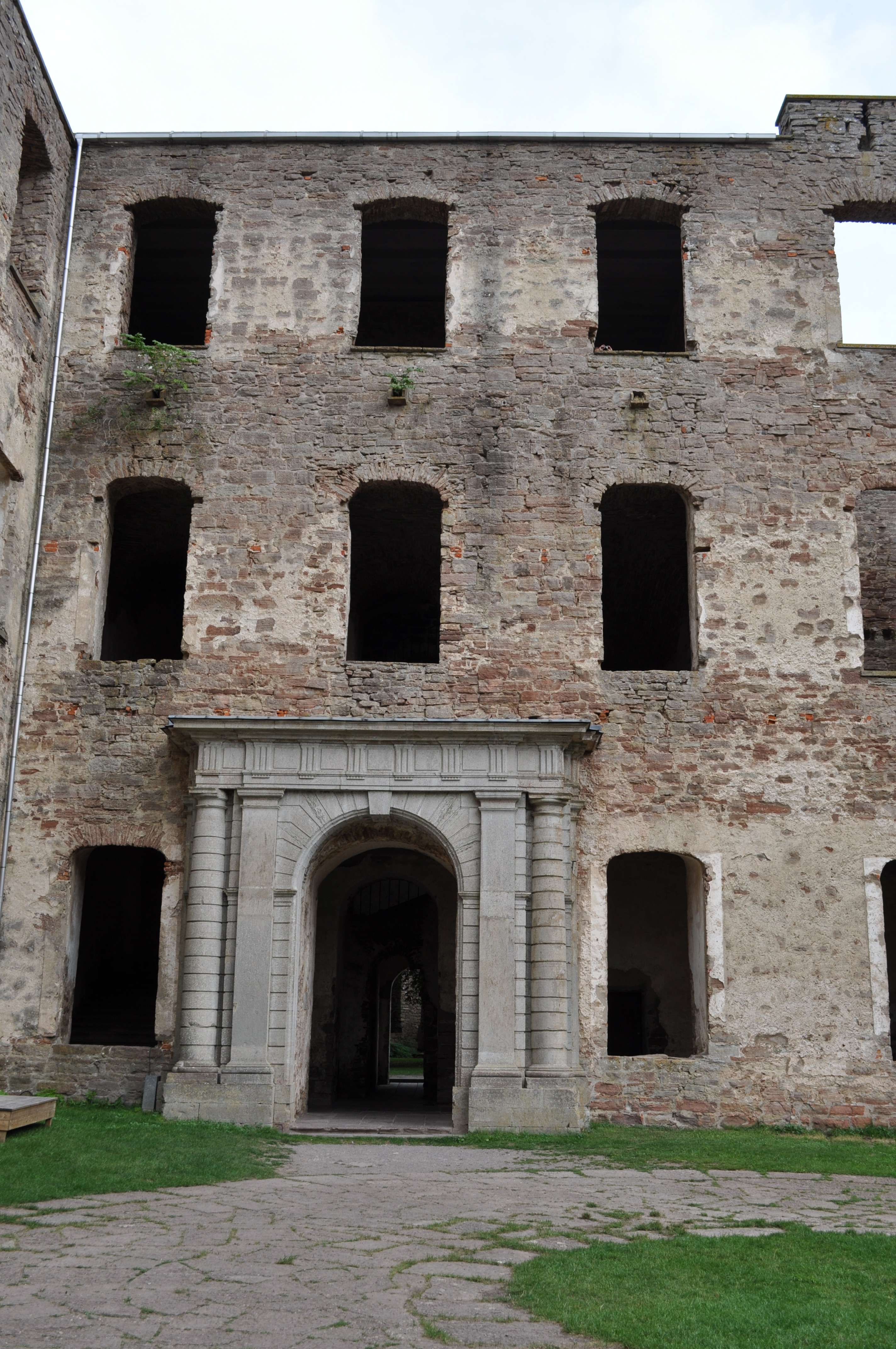
Aile nord du château. Au premier plan, sur le sol, on remarque le tracé de l'ancienne tour circulaire.

Le château de Borgholm est mentionné pour la première fois dans un document en 1268, cependant, il fut probablement construit au XIIe siècle par Knut Ier de Suède. C'était en effet l'époque où le roi construisait de nombreuses forteresses, et fortifiait les églises côtières, afin de faire face aux nombreux ennemis de l'autre côté de la mer Baltique. Le château permettait de surveiller le détroit de Kalmar, ce qui était particulièrement important à cette époque car le Blekinge, juste au sud appartenait au Danemark. Il était alors constitué d'une tour centrale de 20 m, construite en calcaire. Autour de la tour se développa un petit village, avec une église, construite dans la première moitié du XIIe siècle. Le village comprenait aussi le plus vieux hôpital du sud-est de la Suède. Cet hôpital soignait les lépreux, la lèpre étant très répandue au Moyen Âge en Suède. Cet hôpital disparut au XIIIe siècle.
Sous le règne de Birger Jarl (1248-1266), la forteresse fut renforcée. Un mur d'enceinte flanqué de trois tours (à l'est, au sud et à l'ouest) fut construit, avec probablement aussi une tour carrée au niveau de la porte, du côté de l'alvar. Au début du XIVe siècle fut construite un bâtiment en pierre à l'intérieur des remparts, au nord, que l'on appelle de nos jours gamla kungshuset (que l'on peut traduire par l'ancien bâtiment du roi).

#### Conflits

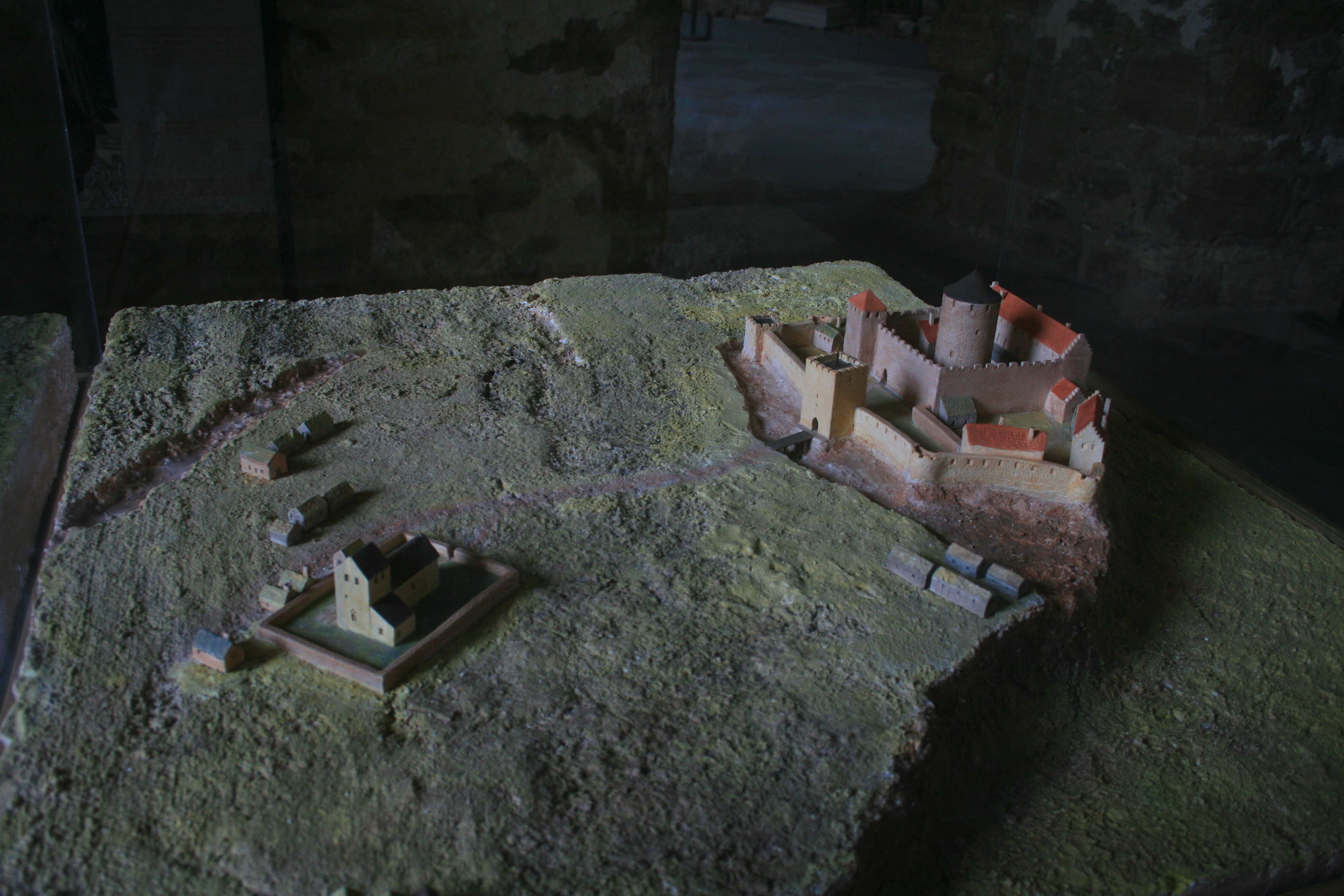
Modèle du château au XIV.

En 1361, Valdemar IV de Danemark attaqua la forteresse, ce qui conduit à de nombreux dégâts. La forteresse fut finalement prise, et passa donc sous contrôle danois. L'année suivante, l'île fut offerte à la hanse comme gage, jusqu'en 1366. Les fortifications furent alors renforcées, probablement sous le règne d'Albert de Suède (1363-1389) : un fort carrée de 50 m par 60 m fut construit, la tour initiale se retrouvant alors dans la cour de ce fort. Des logements étaient situés dans ce fort du côté du détroit.
L'union de Kalmar, à partir de 1397, représenta une période instable, le château passant successivement entre les mains danoises et suédoises. Charles VIII de Suède et son beau-fils Ivar Axelsson Tott réussirent à maintenir le château sous contrôle suédois pendant une longue durée. Cependant, Ivar commit de nombreux actes de piraterie dans la mer Baltique. Sten Sture le Vieil fut contraint d'assiéger le château en 1487 pour le faire cesser, mais Ivar parvint à s'échapper dans la nuit. En 1519, le danois Søren Norby attaqua l'île et détruit complètement le château. En 1523, avec la fin de l'union de Kalmar, le château redevint suédois.

### Château de la renaissance

#### Reconstruction

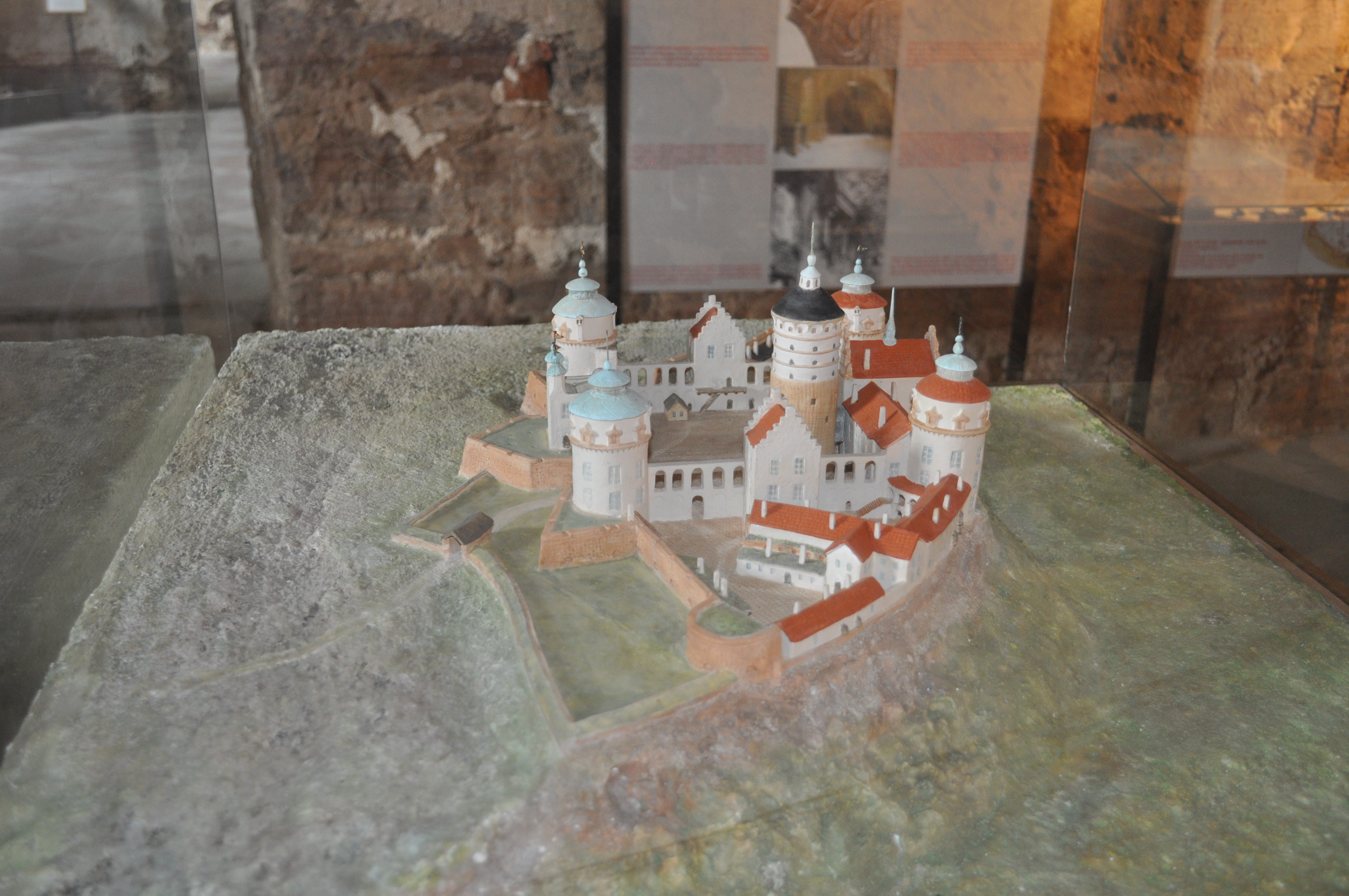
Modèle du château vers 1600.

Après la fin de l'union, le château étant détruit, le roi Gustave Ier Vasa ne pouvait y résider, mais au lieu de reconstruire le château, il fit construire un bâtiment à proximité, appelé de nos jours Vasahuset (la maison de Vasa). En revanche, son fils Jean III de Suède ordonna la reconstruction du château en 1572. Cependant, il ne fit pas reconstruire la forteresse dans son état initial, mais à la place en fit un château renaissance moderne. Il choisit comme architecte la famille Pahr. Ainsi, la construction ne réutilisait pas les éléments existants, excepté les fondations lorsqu'elles correspondaient au tracé du nouveau château, tel que pour l'aile ouest. Le nouveau château était carré, avec des tours circulaires aux quatre coins. L'aile faisant face au détroit comportait les appartements. Pahr voulait retirer l'ancien donjon, qui se situait alors dans la cour du nouveau château, mais Jean III décida de le conserver en rappel de l'ancienne grandeur du château, et le fit donc restaurer. Il fit aussi restaurer gamla kungshuset et fit édifier à proximité nya Kungshuset (la nouvelle maison du roi). Malgré une orientation architecturale renaissance, l'aspect défensif du château était toujours très prononcé. Le calcaire nécessaire à la construction était prélevé dans les alvars à proximité, ainsi qu'à Gotland, et le bois était importé du Småland voisin.

#### Guerre de Kalmar

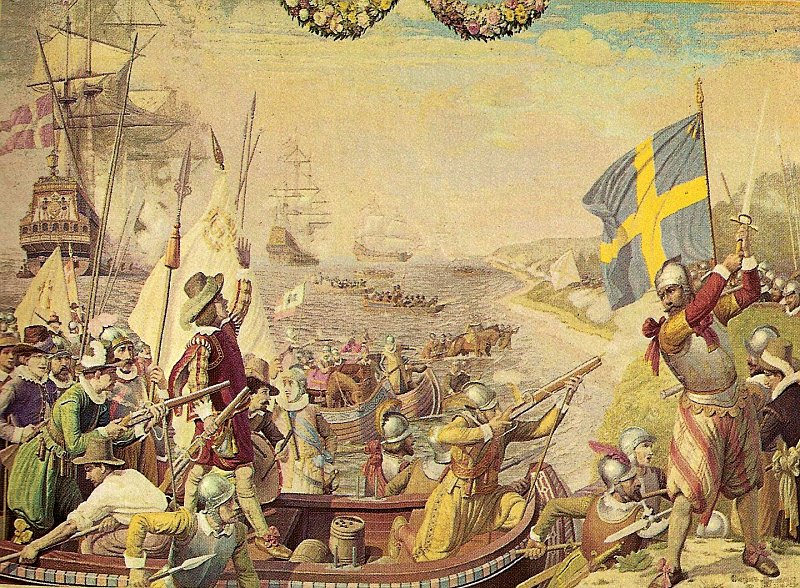
La guerre de Kalmar.

Le château fut siège d'importantes batailles lors de la guerre de Kalmar (1611-1613), opposant la Suède au Danemark. En août 1611, l'armée danoise réussit à prendre le château de Kalmar et le château de Borgholm se rendit alors immédiatement, sans même avoir livré bataille. La Suède contrattaqua sous le commandement du futur roi Gustave II Adolphe de Suède, et fort d'une armée de 2 000 hommes, Gustave Adolphe reprit le château. On nomma alors Peder Mikaelsson comme colonel du château, qui fortifia rapidement l'île d'Öland, et rajouta des remparts autour du château de Borgholm. En mai de l'année suivante, l'armée danoise, sous le commandement de Gert Rantzau, arriva au sud de l'île et marcha en direction du château qu'elle assiégea. Après une semaine de siège, avec des bombardements incessants, Peder Mikaelsson se rendit. Le château ne redevint suédois qu'à la fin de la guerre, après le traité de Knäred. Le château fut sérieusement endommagé par le conflit. Même l'église avait été détruite par les suédois eux-mêmes, qui craignaient que les danois l'utilise comme abri. Le château n'était plus en état pour se défendre, et le pays ne souhaitait pas le rénover.

### Château baroque

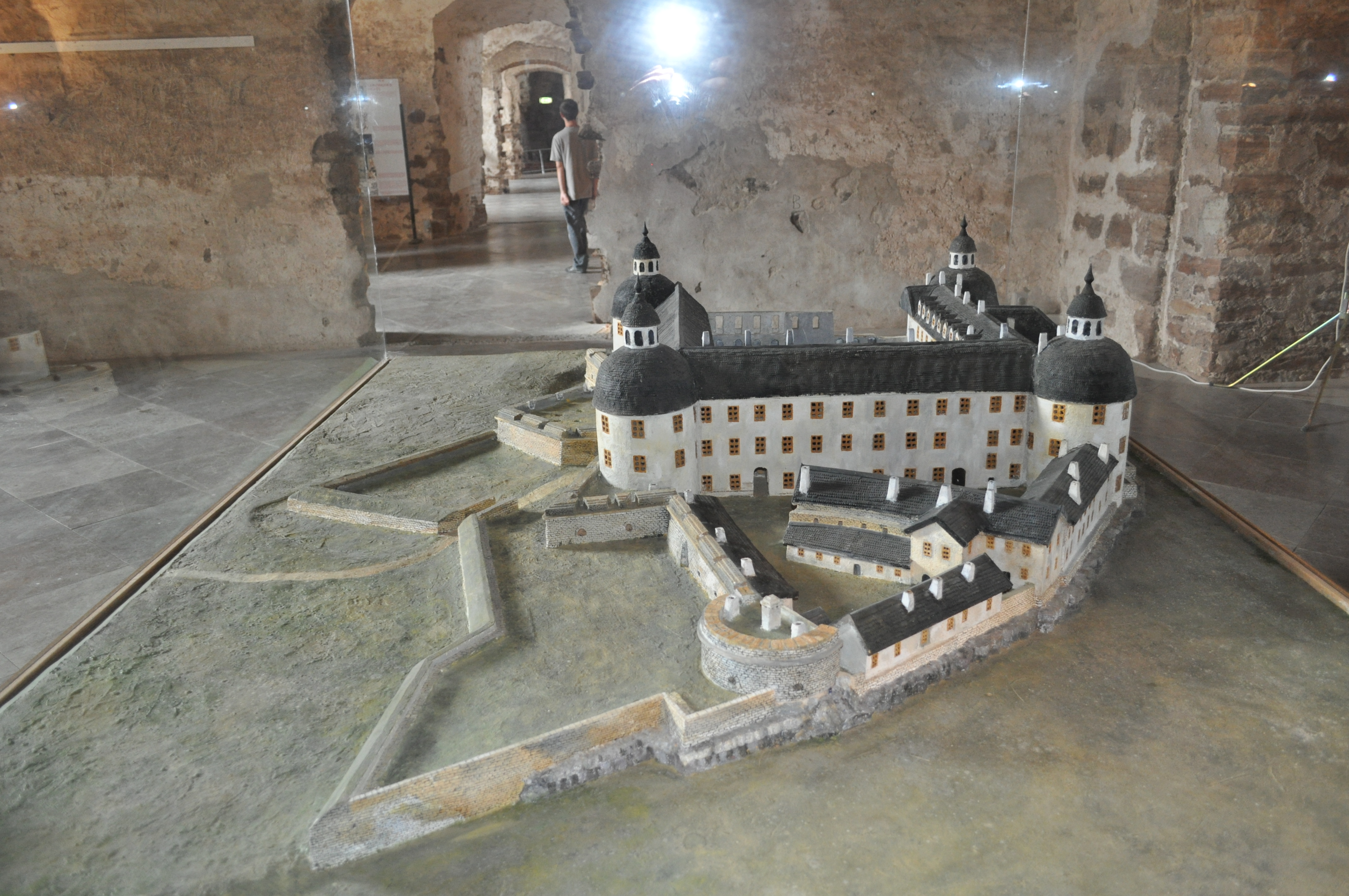
Modèle du château avant son incendie.

Le roi Charles X Gustave décida de la reconstruction du château et engagea Nicodème Tessin l'Ancien comme architecte. Celui-ci prévoyait une rénovation très importante, quoique conservant le plan général, pour adapter la structure aux idéaux baroques de l'époque. Le donjon et les tours rectangulaires au milieu des murs sont démolis, et trois des quatre ailes sont construites, mais le roi ne règne que 6 ans jusqu'à sa mort, et laisse les finances du pays en mauvais état, ce qui empêche de terminer la construction. Les rois suivant ne portent que peu d'attention au château, et une attaque entre 1676 et 1677 abime le toit. La construction est totalement arrêtée en 1709, et le château n'est utilisé que par une petite garde et une prison. Axel Adlersparre devient propriétaire de l'édifice en 1803 et il installe une production textile dans l'aile nord, qui est en meilleur état que le reste. Cependant, le 14 octobre 1806, un incendie se déclare à cause d'une cheminée défectueuse, et aidé par des vents forts, il se propage à l'ensemble du château ne laissant qu'une ruine.

## Château de Borgholm dans la culture populaire
Il fut le théâtre en 1989 du concert et tournage de clips du groupe suédois Roxette notamment Listen to Your Heart et Dangerous, deux titres phares.